# ییگن

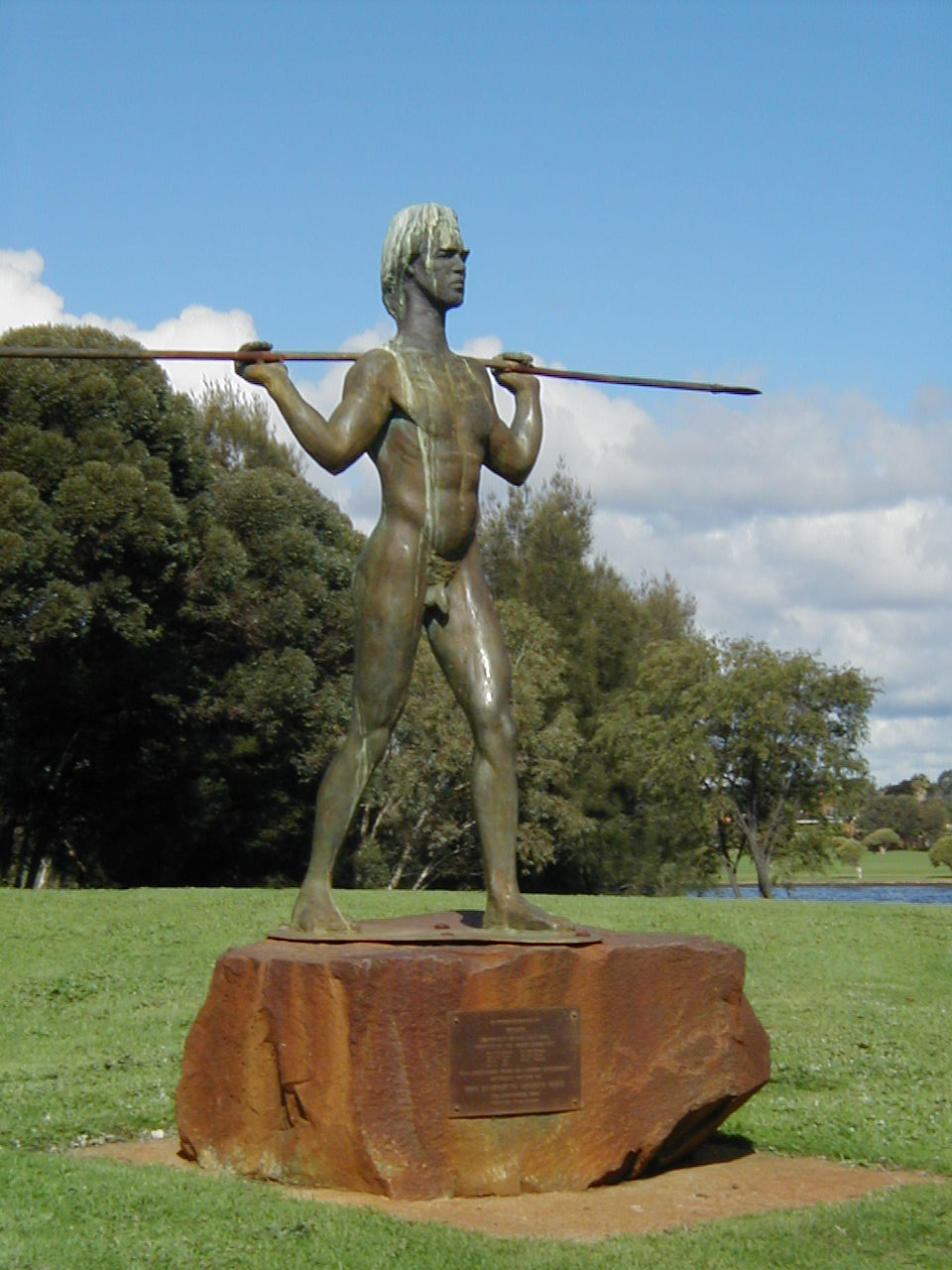
نگارهٔ تندیس برنزی «ییگن» در غرب استرالیا - ۲۰۰۱

ییگن (Yagan) (حدود ۱۷۹۵ - ۱۱ ژوئیه ۱۸۳۳) جنگجوی بومی استرالیا بود. او از قوم نونگار بود و در مقاومت اولیه بومیان در برابر سکونت و حکومت بریتانیایی‌ها در منطقه پرث در غرب استرالیا نقشی مهم بازی کرد. 
پس از آن‌که ییگن با همدستانش دست به دزدی از منازل سکونت‌گران در سراسر حومه این منطقه زد و طی آن تعدادی از مهاجران سفیدپوست کشته شدند، دولت برای دستگیری او، زنده یا مرده، پاداشی مقرر کرد. پس از آن، یک مهاجر جوان به نام ویلیام کیتس، ییگن را به ضرب گلوله کشت. قتل ییگن، در فرهنگ عامه بومیان استرالیا به عنوان نمادی از رفتار ناعادلانه و گاهی بی‌رحمانه با مردم بومی استرالیا توسط مستعمره‌نشینان یاد می‌شود. نونگارها او را قهرمان می‌دانند.